# A Flair for the Dramatic
A Flair for the Dramatic (traducido como Un gusto por lo dramático) es el primer álbum de estudio de la banda de post-hardcore Pierce the Veil, lanzado por Equal Vision Records el 26 de junio del 2007. El álbum fue producido por Casey Bates y Vic Fuentes y se destaca porque fue grabado instrumentalmente por dos miembros, los hermanos Fuentes.
Este álbum lanzó dos singles con su video respectivamente, Yeah Boy, and Doll Face y Chemical Kids and Mechanical Brides. También contiene una versión del tema Beat It del fallecido bailarín Michael Jackson.

## Listado de canciones
1. "Chemical Kids and Mechanical Brides" - 3:42
2. "Currents Convulsive" - 3:36
3. "Yeah Boy, and Doll Face" - 4:26
4. "I'd Rather Die Than Be Famous" - 2:20
5. "The Cheap Bouquet" - 3:50
6. "Falling Asleep on a Stranger" - 3:43
7. "She Sings in the Morning" - 3:00
8. "The Balcony Scene" -	3:20
9. "Drella" - 2:56
10. "Diamonds and Why Men Buy Them" - 3:30
11. "Wonderless" - 5:43

Bonus track de iTunes
1. "Beat It" (Cover de Michael Jackson) - 3:39

## Personal
Pierce the Veil
- Vic Fuentes - Voz principal, guitarras, bajo, teclados, sintetizadores, programación, piano
- Mike Fuentes - Batería, percusión, programación, coros

Músicos adicionales
- Dave Yaden - Teclados
- Curtis Peoples - Compositor (en The Balcony Scene)
- Dave Yaden - Compositor (en The Balcony Scene)

Producción
- Casey Bates - Producción, mezcla, ingeniero
- Vic Fuentes - Producción, mezcla, artwork
- Nick Johnson - Ingeniero de sonido
- Kevin Knight - Fotografía
- Jerad Knudson - Fotografía
- Don Clark - Diseño

- Datos: Q2080656